# Полоцкая хоругвь
Полоцкая хоругвь (Хоругвь Полоцкого воеводства, пол. Chorągiew połocka) — геральдическое знамя шляхетского ополчения Полоцкого воеводства Великого княжества Литовского во время посполитого рушения.

## Описание
Хоругвь цвета сикоража (телесного) с двумя косицами, с изображением на лицевой стороне герба Великого княжества Литовского.
В Литовской канцелярии при описания хоругви позже указывали цвет как «телесный».
Б. Кёне уточняет, что в это время щит всадника имел красный цвет.

## История
Согласно административно-территориальной реформе 1565—1566 годов воеводства стали и военными округами, которые формировали территориальное военное подразделение — часть войска, «при коей состоит хоругвь (знамя) или значок».
Для того чтобы отличать их от хоругвий Польского Королевства и ясно указывать на принадлежность воеводств к Великому княжеству Литовскому, Статутом 1566 года было установлено, что все воеводства ВКЛ на лицевой стороне хоругвий имеют великокняжеский герб «Погоню». В 1564—1566 годах все воеводства получили хоругви единого образца из государственного «скарбу» (казны). Большая хоругвь воеводства представляла собой прямоугольное полотнище «тридцати и пяти локтей» с двумя косицами.
Характерной чертой было обозначение воеводского герба вместе с территориальным названием хоругви. Сохранилась центральная часть Трокской хоругви времён русско-польской войны 1609—1618 годов, на которой указано имя короля Польского и Великого князя Литовского Сигизмунда III: Sigismundus III Dei gratia rex Poloniae magnus dux Lithuaniae.
Александр Гваньини в 1570-х годах указывает, что цвета всех хоругвий ВКЛ, кроме трокской и берестейской, были красными.
На обратной стороне — герб Полоцкого воеводства — идущий золотой олень на лазуревом щите. Первоначальный вид и цвет герба были зафиксированы в гербовнике Stemmata Polonica (1555).

### Галерея

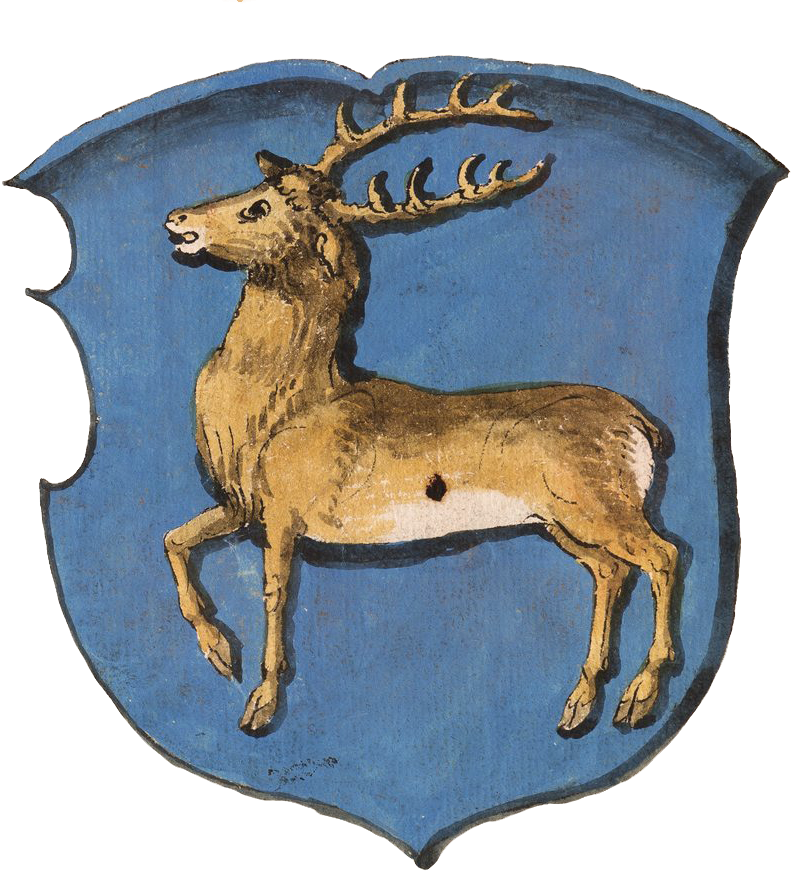
Герб Полоцкого воеводства из гербовника Stemmata Polonica[пол.]. 1555
Прорисовка герба воеводства с большой литовской печати Станислава Августа. 1764
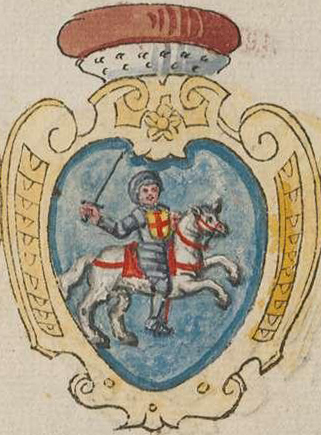
Герб воеводства из гербовника 1586 г.
Знамённый герб по К. Несецкому, 1728 г.
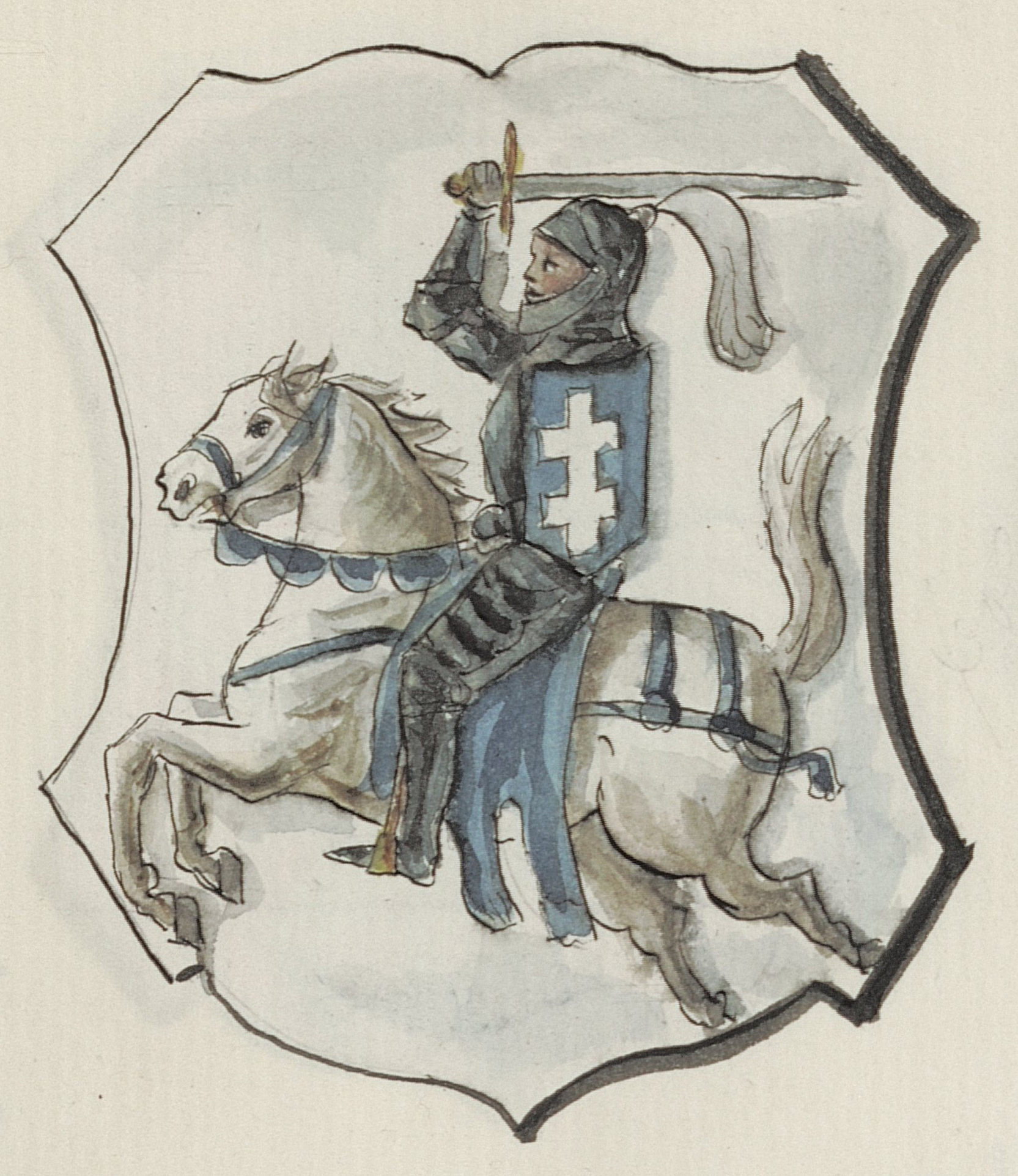
Герб воеводства по Б. Старжинскому, 1875
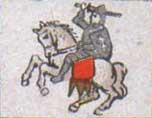
Хоругвь воеводства. С открытки 1918 г.